# 가와고에성 전투
가와고에성 전투(일본어: 河越城の戦い 가와고에조노타타카이[*])는 일본 센고쿠 시대에 일어난 전투로 간토 지역의 정세를 뒤바꾼 중요한 전투 중 하나이다. 호조 우지야스(北条氏康)군 대 우에스기 노리마사(上杉憲政), 우에스기 도모사다(上杉朝定), 아시카가 하루우지(足利晴氏) 등의 연합군이 무사시국의 가와고에성 부근(현 사이타마현 가와고에시)에서 전투를 벌여 호조군이 대승리를 거두었다. 오케하자마 전투(桶狭間の戦い), 이쓰쿠시마 전투(厳島の戦い)와 더불어 일본 3대 야전(日本三大夜戦)으로 손꼽히며, 가와고에 야전(河越夜戦)이라고도 불리고 있다.

## 배경
무로마치 시대 후기부터 간토 지방의 패권을 둘러싸고 고가 구보(古河公方)와 간토 간레이(関東管領)이 대립으로 일어난 교토쿠의 난(享徳の乱), 간토 간레이 직을 세습하던 우에스기가 내부에서도 야마노우치 우에스기 가문(山内上杉家)와 사가미(相模), 무사시(武蔵)를 기반으로 힘을 키운 우에스기 가문의 서가(庶家)인 오기가야쓰 우에스기 가문(扇谷上杉家)의 대립으로 일어난 조쿄의 난(長享の乱)등 많은 전란이 일어나 간토 지방은 혼란한 상황이었다.
이 혼란한 시기를 틈타 오기가야쓰 우에스기 가문의 영지였던 사가미로 호조 소운(北条早雲)이 진출하여 오기가야쓰 측인 오모리씨(大森氏), 미우라씨(三浦氏)를 차례로 멸망시키면서 세력을 넓혔다. 소운의 아들 호조 우지쓰나(北条氏綱)는 에이쇼의 난(永正の乱)으로 고가 구보와 간토 간레이 양측이 내분으로 혼란스러워 하는 틈을 타 무사시로 진출하여 에도 성(江戸城)과 오기가야쓰 우에스기 가문의 본거지인 가와고에 성을 함락하여 오기가야쓰 우에스기가를 멸망 직전까지 몰아넣었다. 우지쓰나가 병으로 사망하자, 고가 구보, 간토 간레이(야마노우치 우에스기 가문), 오기가야쓰 우에스기 가문, 세 가문은 동맹을 맺고 호조 가문에 대한 반격을 개시하여, 극소수를 제외한 간토의 무사 대부분을 모아 호조 우지야스를 공격했다.

## 전투경과
덴분(天文) 14년 9월 26일(1545년 10월 31일) 간토 간레이 야마노우치 우에스기 노리마사, 오기가야쓰 우에스기 도모사다, 고가 구보 아시카가 하루우지의 연합군은 약 7만의 대군을 거느리고 호조가의 가와고에 성을 포위했다. 가와고에 성은 호조 쓰나시게(北条綱成)가 약 3천의 병력으로 수비하고 있었지만, 그대로 놔둔다면 함락은 시간문제였다.
우지야스는 본국에서 약 8천의 병력을 이끌고 구원에 나섰다. 전황은 수개월 동안 교착 상태에 빠졌으나, 우지야스의 구원군으로 있는 구시마 가쓰히로(福島勝広)가 사자로 나서, 단기로 우에스기 연합군의 포위를 뚫고 가와고에 성에 입성하여 형 쓰나시게에게 기습에 대한 계획을 전했다. 우지야스는 우에스기 군에게 거짓으로 항복할 뜻을 내비친다. 우에스기 군은 이를 받아들이지 않고, 역으로 호조 군을 공격하자 우지야스는 싸우지 않고 병사들을 물렸다. 이것을 보고 우에스기 군은 호조 군이 전의를 상실했다고 보았고, 아군 병사들 다수도 이를 보고 경비와 규율이 허술해지면서 방심하기 시작했다.
덴분 15년 4월 20일(1546년 5월 19일)밤 우지야스는 아군 8천을 4부대로 나누고 그중 1개 부대를 다메 모토타다(多目元忠)에게 지휘를 맡기고, 전투 종료 때까지 움직이지 말 것을 명령했다. 그리고 우지야스 자신은 남은 3부대를 이끌고 적진에 돌입했다. 밤 12시경 우지야스는 병사들에게 갑옷을 벗게해 몸을 가볍게 한 다음 우에스기 연합군에 난입하자 우에스기 군은 갑작스런 기습에 대혼란에 빠지고, 이 난전 중 오기가야쓰 우에스기가 당주인 우에스기 도모사다가 전사했다. 그러나 우지야스가 깊이 추격해 들어가자, 후방에서 이를 보고 위험하다는 것을 느낀 다메 모토타다는 호라카이(法螺貝)를 불어 우지야스 군을 불러들였다. 한편 성 안에서 전황을 지켜보던 쓰나시게는 이때 아무것도 모르던 아시카가 하루우지의 진에서 "이겼다. 이겼다!"란 고함과 함께 부대를 이끌고 돌진했다. 하루우지 군은 앞쪽과 뒷쪽 모두에서 적의 기운을 느끼고 혼란에 빠져 무너지고 말았다. 연합군의 전사자는 13,000명에 달했다고 전해진다. 가와고에 성 전투는 약 10배에 달하는 병력차를 극복하고 승리한 것으로 전사상 높은 평가를 받았다.

## 영향
이 전투의 결과로 우에스기 도모사다의 전사로 오기가야쓰 우에스기 가문은 멸망하였고, 야마노우치 우에스기 가문 역시 몰락하여 노리마사는 거성 히라이 성(平井城)에서 쫓겨나 에치고(越後)의 나가오 가게토라(長尾景虎)에게 의탁하게 되었다. 가게토라는 노리마사로부터 우에스기 성씨와 간토 간레이직을 물려받고 헨기로 마사(政) 자를 받아 우에스기 마사토라(上杉政虎)라고 개명하였다. 후에 가게토라는 쇼군 아시카가 요시테루(足利義輝)로부터 이름 데루(輝) 자를 받아 데루토라라고 개명하였고, 이후 출가하여 우에스기 겐신(上杉謙信)으로 개명하고 간토, 호쿠리쿠 지방으로 세력을 뻗친다.
한편, 호조 가문은 간토 남서부에 세력권을 확대하고 센고쿠 다이묘로서 지위를 확고히 하면서, 에치고의 우에스기가와 가이의 다케다 가문, 히타치의 사타케 가문과의 항쟁이 시작된다.
- 전투에 관련된 연도는 사료에 따라 다르다.

## 참고 문헌
- 関八州古戦録（ISBN 4-315-40109-9）